# 感官失樂園
《感官失樂園》（Perfect Sense）是2011年的一部電影，由大衛·麥肯齊導演，Kim Fupz Aakeson編劇。主演是伊娃·格林和伊万·迈克格雷戈，電影場景皆攝於英國格拉斯哥。電影在2011年的聖丹斯電影節上首映。